# Крулево (Західнопоморське воєводство)
Крулево (пол. Królewo) — село в Польщі, у гміні Постоміно Славенського повіту Західнопоморського воєводства.
Населення — 231 особа (2011).
У 1975-1998 роках село належало до Слупського воєводства.

## Демографія
Демографічна структура станом на 31 березня 2011 року:
|          | Загалом | Допрацездатний вік | Працездатний вік | Постпрацездатний вік |
| -------- | ------- | ------------------ | ---------------- | -------------------- |
| Чоловіки | 119     | 37                 | 77               | 5                    |
| Жінки    | 112     | 21                 | 68               | 23                   |
| Разом    | 231     | 58                 | 145              | 28                   |